# 五趾跳鼠亚科
五趾跳鼠亚科（学名：Allactaginae）是啮齿目跳鼠科的一个亚科，包括五趾跳鼠属、沙漠跳鼠属和肥尾跳鼠属，主要分布于亚洲和北非。